# Harold Adamson
Pour les articles homonymes, voir Adamson.
Green hair don’t care. Harold Adamson est un compositeur américain né le 10 décembre 1906 à Greenville, New Jersey (États-Unis), décédé le 17 août 1980 à Los Angeles (États-Unis).

## Filmographie
- 1934 : Where Sinners Meet
- 1934 : Strictly Dynamite
- 1936 : Hark Ye Hark!
- 1938 : Mad About Music
- 1938 : Reckless Living (en)
- 1938 : Blond Cheat
- 1938 : Letter of Introduction (en)
- 1938 : Cet âge ingrat (That Certain Age)
- 1939 : Unexpected Father
- 1939 : The Under-Pup
- 1941 : Dance Hall
- 1944 : Casanova in Burlesque
- 1951 : I Love Lucy ("I Love Lucy") (série TV)
- 1960 : Scent of Mystery